# Batalla de Amiens (1918)
La batalla de Amiens —también conocida como la tercera batalla de Picardía (en francés: 3ème Bataille de Picardie)— comenzó el 8 de agosto de 1918 y fue la fase de apertura de la ofensiva aliada más tarde nombrada como la Ofensiva de los Cien Días, que en última instancia condujo al final de la Primera Guerra Mundial. Las fuerzas aliadas avanzaron más de 11 kilómetros en el primer día, uno de los mayores desplazamientos de la guerra, en el que Henry Rawlinson y el cuarto ejército británico cumplieron un papel concluyente.
La batalla también se destaca por los efectos en la moral de ambos lados y la rendición de una gran cantidad de fuerzas alemanas. Esto llevó a Erich Ludendorff a describir el primer día de la batalla como «el día negro del ejército alemán». Amiens fue una de las primeras batallas importantes relacionadas con la guerra blindada y marcó el final de la guerra de trincheras en el frente occidental, luchando con más movilidad hasta el armisticio firmado el 11 de noviembre de 1918.

## Preludio
El 21 de marzo de 1918, el Imperio alemán puso en marcha la Operación Michael, el primero de una serie de ataques planeados para expulsar a los aliados del frente occidental.
Con la firma del tratado de Brest-Litovsk, los alemanes fueron capaces de transferir cientos de miles de hombres al frente occidental, dándoles una ventaja importante, aunque temporal, en efectivos  . Estas ofensivas tenían la intención de traducir esta ventaja en victoria. La operación Michael pretendía derrotar el ala derecha de la Fuerza Expedicionaria Británica, pero la falta de éxito antes en Arras aseguró el fracaso final de la ofensiva. El esfuerzo final estaba dirigido a la ciudad de Amiens, un nudo ferroviario importante, pero el avance fue detenido el 4 de abril en Villers-Bretonneux por los australianos, con el apoyo de otras unidades fragmentadas. Tras varias ofensivas alemanas en el frente occidental, realizan varios avances, pero no pudieron lograr un avance decisivo.
Para el final de la ofensiva de Marne-Rheims, la ventaja alemana en número de combatientes se había disipado y suministros y tropas estaban agotados.
El generalísimo aliado, el general Ferdinand Foch ordenó una contraofensiva, lo que llevó a la Segunda Batalla del Marne, después de la victoria fue ascendido a Mariscal de Francia. Los alemanes reconociendo su posición insostenible, se retiran al norte del río Marne. Foch ahora trata de mover a los aliados de nuevo a la ofensiva.

## Plan
Foch reveló su plan el 23 de julio de 1918 tras la retirada alemana que se había iniciado el 20 de julio. El plan preveía la reducción de la saliente Saint-Mihiel y la liberación de las líneas de ferroviarias que atravesaba Amiens.
El comandante de la Fuerza Expedicionaria Británica, el Mariscal de Campo Sir Douglas Haig, ya tenía planes en marcha para un ataque cerca de Amiens.
Cuando la retirada británica había terminado en abril, la sede del IV ejército británico al mando del general Sir Henry Rawlinson se había hecho cargo de la parte frontal en el río Somme.
El lado izquierdo estaba el III cuerpo de ejército británico al mando del teniente general Richard Butler, mientras que el cuerpo australiano bajo el mando de John Monash tomó el flanco derecho y asociado con tropas francesas hacia el sur.
El 30 de mayo todas las divisiones de infantería australianas se unieron bajo el Cuartel General, por primera vez en el frente occidental. Los australianos habían montado una serie de contraataques locales que revelan la conveniencia del terreno abierto y firme al sur del Somme, para una ofensiva más grande y también han establecido y perfeccionado los métodos que debían utilizarse.
Rawlinson había presentado propuestas de Monash a Haig en julio y Haig las había enviado a Foch. En una reunión celebrada el 24 de julio, Foch aceptó el plan, pero insistió en que el primer ejército francés tomara la parte frontal, hacia el sur del Cuarto Ejército británico. Rawlinson se opuso a los planes de Monash, ya que dependía de la utilización a gran escala de tanques para lograr la sorpresa, y evitar un bombardeo preliminar. El primer ejército francés carecía de tanques y se vería obligado a bombardear las posiciones alemanas al comenzar el avance de la infantería, lo que elimina el elemento de la sorpresa. Finalmente se acordó que los franceses participarían, pero no lanzarían su ataque hasta 45 minutos después del Cuarto Ejército.
También se acordó adelantar la fecha propuesta para el ataque del 10 al 8 de agosto, para golpear a los alemanes antes de que hubieran completado su retirada de la saliente del Marne.
Rawlinson había finalizado ya sus planes en discusión con sus comandantes del Cuerpo el 21 de julio. Por primera vez los australianos atacarían al lado del cuerpo canadiense. Ambos tenían gran reputación para las tácticas agresivas e innovadoras y un sólido historial de éxito en los últimos dos años.
Los métodos tácticos han sido probados por los australianos en un contraataque en la Batalla de Hamel el 4 de julio. Los defensores alemanes de Hamel se atrincheraron, y tomaron posiciones en un amplio campo de fuego. Posiciones similares habían resistido la captura durante dos meses en la batalla del Somme. Los australianos utilizaron la sorpresa en lugar del peso en Hamel.  La artillería abrió fuego sólo en el momento en que la infantería y los tanques avanzaban, y los alemanes fueron invadidos rápidamente.
Un factor clave en el plan final era secreto. No habría ningún bombardeo previo a la batalla, la artillería atacaría sólo inmediatamente antes del avance de las fuerzas australianas, canadienses y británicas.  El plan final para el Cuarto Ejército involucro 1 386 cañones y obuss y 684 cañones pesados, que conforman 27 brigadas de artillería media y 13 baterías pesadas. El plan de fuego de artillería Cuarto Ejército fue ideado por el artillero superior de Monash, el general CED Budworth.
El método Sound ranging (La determinación de la ubicación de una fuente de ondas de sonido midiendo el lapso de tiempo entre su transmisión y su recepción en micrófonos ubicados en tres o más posiciones conocidas) desarrollado por los británicos en artillería y el reconocimiento fotográfico aéreo, permite prescindir de "disparos" para garantizar el fuego exacto. Budworth produjo un horario que permitió golpear 504 de 530 cañones alemanes en la "hora cero", mientras que un bombardeo progresivo precedía a la infantería.
Este método era similar a la Feuerwalze que los mismos alemanes habían usado en su ofensiva de primavera, pero su eficacia se incrementó por la sorpresa alcanzada.
Había también 580 tanques. El cuerpo canadiense y el australiano fueron cada uno asignado a una brigada de cuatro batallones, con 108 tanques Mark V, 36 tanques de combate Mark V* tanques capaces de transportar un pelotón de infantería, armado con una ametralladora Lewis y 24 tanques desarmados destinados al transporte de suministros y municiones. Un batallón de tanques Mark V fue asignado al III Cuerpo. En el cuerpo de Caballería pusieron en dos batallones cada uno de los 48 tanques Mark A Whippet.
Los aliados trasladaron con éxito al cuerpo canadiense en cuatro divisiones de infantería a Amiens sin que se fueran detectados por los alemanes. Este fue un logro notable y refleja bien en el trabajo cada vez más eficiente de los ejércitos británicos. Un destacamento del Cuerpo de los dos batallones de infantería, una unidad móvil y una estación de ayuda a los heridos fue enviada a la frente cerca de Ypres, para engañar a los alemanes de que todo el cuerpo se movía hacia el norte a Flandes. El Cuerpo canadiense no estaba plenamente en posición hasta el 7 de agosto.

## Preliminares
Aunque los alemanes estaban todavía en la ofensiva a finales de julio de 1918, los ejércitos aliados estaban creciendo en fuerza, a medida que más unidades estadounidenses llegaban a Francia, y los refuerzos británicos fueron transferidos del Ejército Nacional en Gran Bretaña y la Campaña del Sinaí y Palestina. Los comandantes alemanes a principios de agosto se dieron cuenta de que sus fuerzas podrían ser forzadas a la defensiva, a pesar de que Amiens no se consideraba un frente probable. Los alemanes creían que los franceses probablemente atacaría el frente al este de Saint-Mihiel de Reims, o en Flandes cerca de Mount Kemmel, mientras que los británicos atacarían a lo largo del río Lys o cerca de Albert. Los aliados habían montado en efecto una serie de contraofensivas locales en estos sectores, tanto para obtener objetivos locales que mejoraran sus posiciones defensivas como para distraer la atención del sector de Amiens. Las fuerzas alemanas comenzaron a retirarse del Lys y otros frentes en respuesta a estas teorías. Los aliados mantuvieron igual artillería y fuego aéreo a lo largo de sus distintos frentes, moviendo tropas solo por la noche, y fingiendo movimientos durante el día para enmascarar su verdadera intención.
El frente alemán al este de Amiens, estaba en manos de su segundo ejército al mando del general Georg von der Marwitz, con seis divisiones en línea. Sólo había dos divisiones de reserva inmediata. Hubo cierta preocupación entre los aliados el 6 de agosto, cuando la división 27 alemana al norte del Somme en la parte del frente en la cual los aliados planeaban atacar dos días más tarde.
Esta división alemana (formación Stosstruppen especialmente seleccionada y entrenada) penetraron unos 800 metros en la parte frontal. Este ataque se hizo en represalia por una incursión de la 5.ª división australiana en la trinchera norte del Somme, en la noche del 31 de julio, que había ganado a muchos prisioneros antes de que el cuerpo australiano se concentrara al sur del río. La división alemana se trasladó un poco atrás a su posición original en la mañana del 7 de agosto.

## Batalla

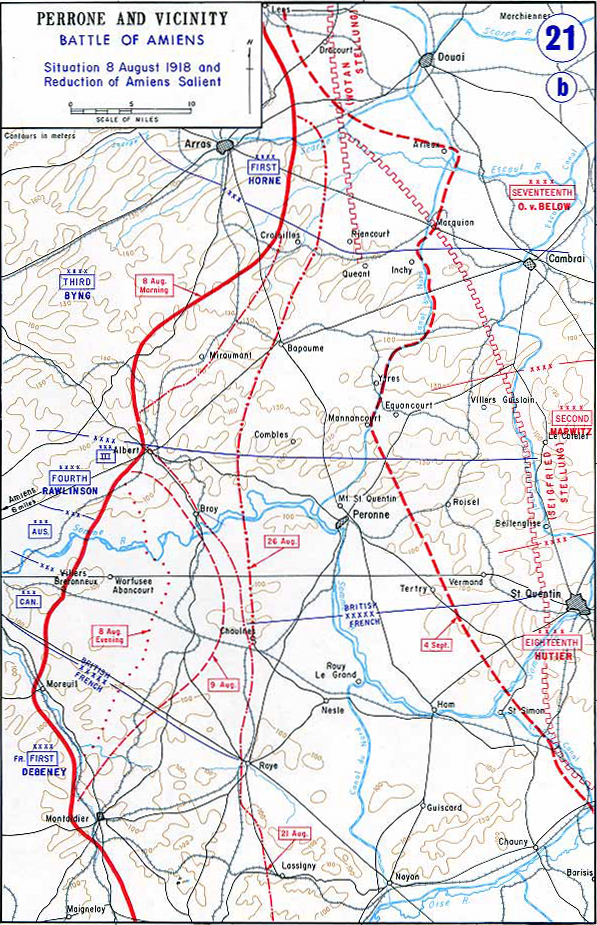
Mapa que representa el avance de la línea Aliada

La batalla comenzó con una densa niebla a las 4:20 horas del 8 de agosto de 1918. El tercer y cuarto ejército británico atacaron al norte del Somme, los australianos al sur del río y el cuerpo canadiense al sur de los australianos. El ejército francés al mando del general Debeney primero abrió su bombardeo preliminar y comenzó su avance 45 minutos más tarde, apoyado por un batallón de 72 tanques Whippet. Aunque las fuerzas alemanas estaban en estado de alerta, en gran parte por la espera de posibles represalias por su incursión anterior y no porque se habían enterado de los planes de ataque aliado. Aunque las dos fuerzas estaban a menos de 500 yardas el uno del otro, el bombardeo con armas químicas era muy bajo, ya que el grueso de la presencia aliada era desconocida para los alemanes. El ataque fue tan inesperado que las fuerzas alemanas sólo comenzaron a devolver el fuego al cabo de cinco minutos, y aun así en las posiciones donde las fuerzas aliadas se habían reunido al comienzo de la batalla y hacía tiempo que se habían retirado.
En la primera fase siete divisiones atacaron: dos divisiones británicas, dos australianas y tres divisiones canadienses. Partes de la división estadounidense apoyaron a los atacantes británicos al norte del Somme.
Los atacantes capturaron la primera posición alemana avanzando unos 4000 metros, alrededor de las 7:30 a. m.. En el centro las unidades de apoyo de las divisiones principales atacaron el segundo objetivo de otras 2 millas. Unidades australianas alcanzaron sus primeros objetivos de las 7:10 a. m. y las 8:20 a. m., la cuarta y quinta división australiana y la cuarta división canadienses pasan a través de una brecha inicial en las líneas alemanas. La tercera fase del ataque fue asignado a la de infantería de tanques Mark V*. Sin embargo la infantería fue capaz de llevar a cabo este paso final sin ayuda. Los aliados penetraron también en la parte posterior de las defensas alemanas y la caballería ahora continúa el avance, con una brigada en el sector australiano y dos divisiones de caballería en el sector canadiense. La Royal Air Force y los fuego blindado mantuvieron a los alemanes en retirada.
Las fuerzas canadienses y australianas en el centro avanzaron rápidamente, empujando la línea de unos 5 kilómetros hacia adelante desde su punto de partida. La velocidad de su avance fue tal que un grupo de oficiales alemanes y algunos miembros del personal de la división fueron capturados mientras tomaban el desayuno. Una brecha de unos 24 kilómetros de largo se abrió en la línea alemana al sur del Somme, a finales del día. Hubo menos éxito al norte del río, donde los británicos sólo tenía un batallón de tanques como soporte, el terreno era más áspero y la incursión alemana del 6 de agosto había interrumpido algunos de los planes.
El cuarto ejército británico tomó 13.000 prisioneros mientras los franceses capturaron otros 3.000. El total de las pérdidas alemanas se estimaron en 30.000 el 8 de agosto. Las víctimas de la infantería británicos, australianos y canadienses, fueron aproximadamente 8.800, excluidas las de los tanques, las pérdidas aéreas y las de sus aliados franceses.
El jefe de Estado Mayor del ejército alemán Paul von Hindenburg, tomó nota en el uso de la sorpresa por parte de los aliados y la destrucción de las líneas de comunicación alemanas, que obstaculizó los posibles contraataques alemanes mediante el aislamiento de los puestos de mando.  El general alemán Erich Ludendorff describe el primer día de Amiens como «el día negro del ejército alemán» ("Schwarzer Tag Heeres des deutschen"), no por el terreno perdido ante los Aliados, sino porque la moral de las tropas alemanas se habían hundido hasta el punto en que un gran número de tropas comenzaron a capitular.
Él relató los casos de tropas en retirada gritando «¡Estás prolongando la guerra!» a los oficiales que trataron de reunirlos. Cinco divisiones alemanas habían sido efectivamente neutralizadas. Las fuerzas aliadas empujaron en promedio 11 kilómetros en territorio enemigo para el final del día.  Los canadienses ganaron unos 13 km, los australianos 11 km, los británicos 3 km y los franceses 8 km.

### Final de la lucha

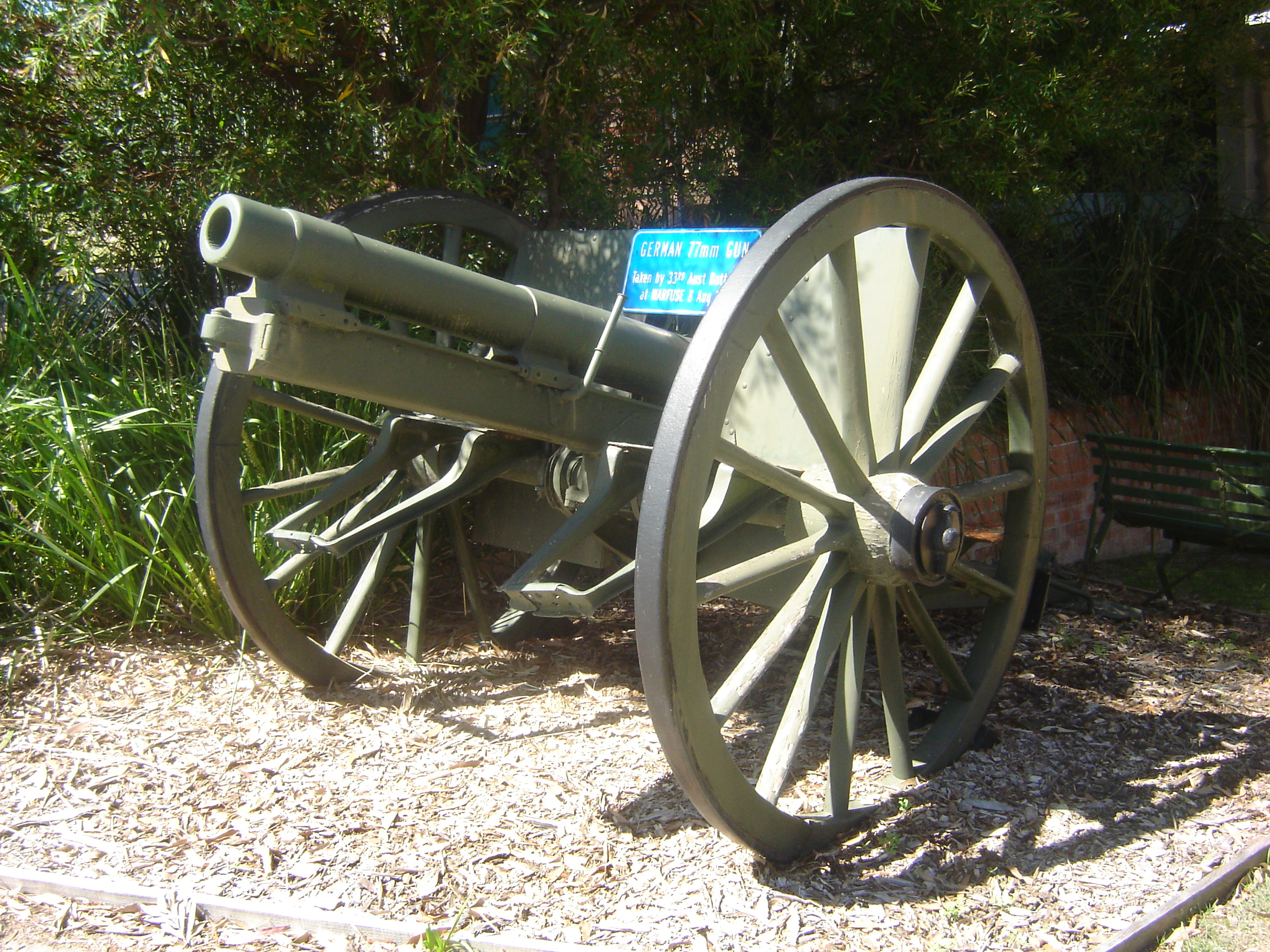
Un cañón alemán 7,7 cm FK 96 nA capturado durante el curso de la batalla por el batallón australiano 33a

El avance continuó el 9 de agosto, aunque no con los mismos resultados espectaculares del primer día. La batalla se amplió en el norte y el sur del ataque inicial.
La infantería habían rebasado la artillería de apoyo y la fuerza inicial de más de 500 tanques que había jugado un papel importante en el éxito aliado, se redujo a seis tanques aptos para la batalla dentro de cuatro días. Los alemanes en el espolón de Chipilly ordenaron un amplio campo de fuego al sur del Somme y su fuego flanqueado sostuvo a las unidades australianas hasta la noche del 9 de agosto, cuando un grupo australiano pequeño se deslizó a través del río y capturó el pueblo de Chipilly, junto con un renovado ataque por el III Cuerpo. En el frente de Canadá las carreteras congestionadas y problemas de comunicación impidieron a la división británica empujar lo suficientemente rápido para mantener el ritmo del avance.
El 10 de agosto había indicios de que los alemanes se retiraban de la saliente de la Operación Michael. De acuerdo con informes oficiales los aliados habían capturado casi 50.000 prisioneros y 500 cañones el 27 de agosto. Incluso con el blindaje disminuido los británicos avanzaron 19 km en las posiciones alemanas el 13 de agosto.
El mariscal de campo Haig rechazó la petición del mariscal Foch para continuar con la ofensiva, prefiriendo en su lugar lanzar una nueva ofensiva con el tercer ejército entre el Ancre y el Scarpe.

## Consecuencias

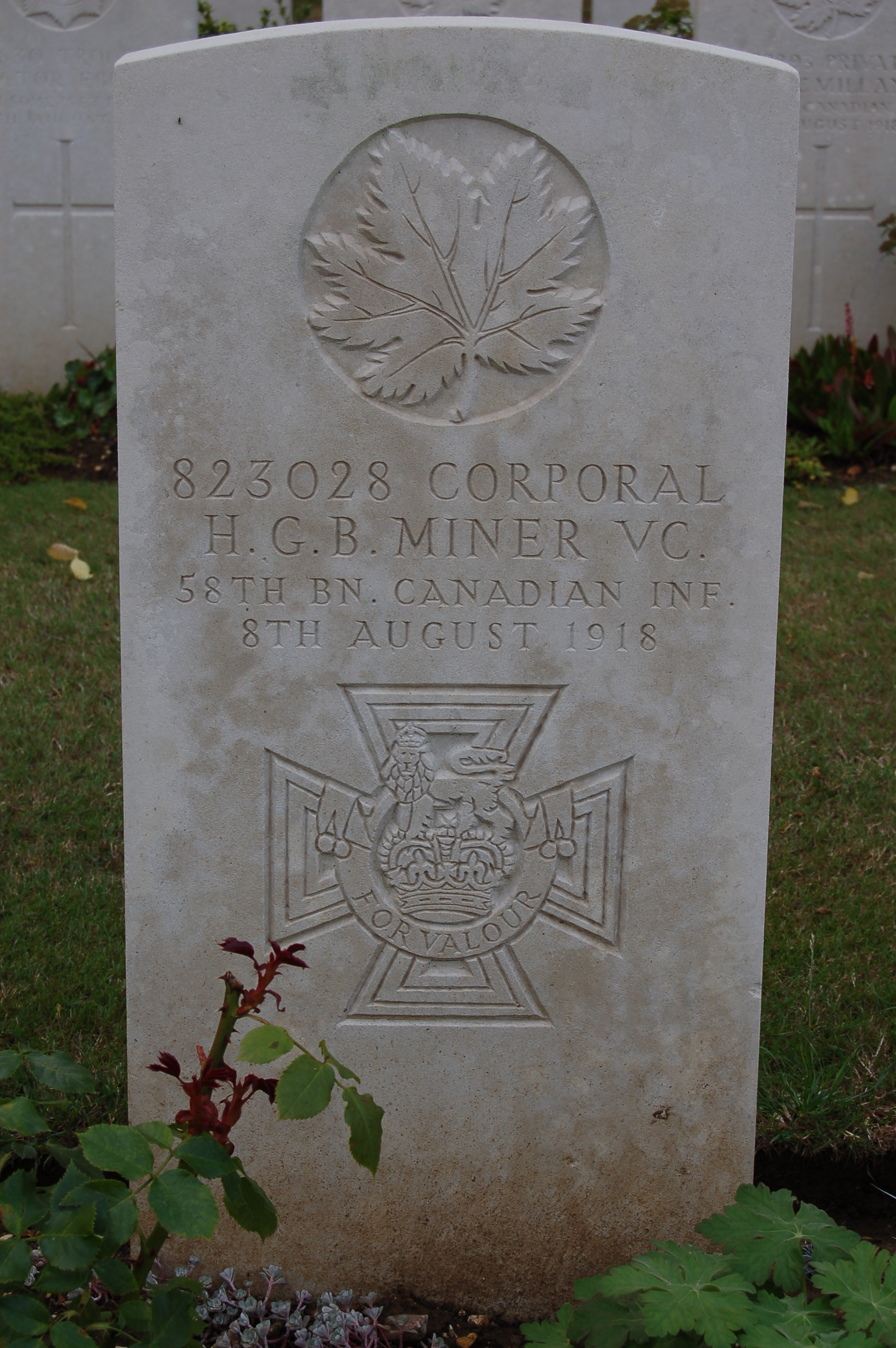
Lápida de un soldado canadiense que murió en la batalla de Amiens

La Batalla de Amiens fue un punto de inflexión en el ritmo de la guerra. Los alemanes habían comenzado a la ofensiva con el Plan Schlieffen antes de que la guerra se degenerara en una guerra de trincheras, la lentitud de los movimientos la carrera hacia el mar en el frente occidental y la ofensiva alemana de Primavera a principios de año, una vez más había dado a Alemania la ventaja ofensiva en el frente occidental. El apoyo blindado ayudó a los Aliados a abrir un agujero a través de las líneas de trincheras, debilitando las posiciones de trinchera anteriormente inexpugnables. El tercer ejército británico sin apoyo blindado casi no tuvo efecto en la línea, mientras que el cuarto ejército con menos de un millar de tanques rompió profundamente en territorio alemán. El comandante australiano John Monash fue nombrado caballero por el rey Jorge V en los días siguientes la batalla.
El corresponsal de guerra británico Philip Gibbs señaló el efecto Amiens en la guerra, diciendo que el 27 de agosto que "el enemigo... está a la defensiva y la iniciativa de ataque esta completamente en nuestras manos, que somos capaces de pegarle a muchos lugares diferentes".
Gibbs también acredita a Amiens con un cambio en la moral de la tropa, diciendo que "el cambio ha sido mayor en las mentes de los hombres, que en la toma de territorio. Por nuestra parte el ejército parece estar sostenido con la enorme esperanza de seguir adelante con este negocio y que hay un cambio también en la mente del enemigo. Ya no tienen ni siquiera una tenue esperanza de victoria en este frente occidental. Todos ellos esperan ahora es defenderse lo suficiente como para ganar la paz mediante la negociación"